# Hitra-alagút
A Hitra-alagút (norvégul Hitratunnelen) tengeralatti közúti összeköttetés Hitra kistérség és Snillfjord kistérség és települések között, Sør-Trøndelag megye területén, Norvégia középső részén. Az alagút 5645 méter hosszú és 264 méterrel a tenger szintje alatt fut legmélyebb pontján, amely a legmélyebben futó csatornaalagút a világon, amelyet valaha építettek.
Az alagút Hitra településtől indul, Jøsnøya szigetéről, Sandstadtól valamivel délebbre. Ezután az alagút elfordul, hogy a Trondheimsleia-szoros alatt folytassa útvonalát a Hemnskeja és Snillfjord szigetek közt. Hemnskejáról egy kis hídon átkelve lehet a szárazföldre jutni. Az alagút háromsávos. Megközelítőleg 2500 autó kel át rajta nap mint nap. Az alagút elektromos szivattyúi 10000 gallonnyi vizet szivattyúznak ki óránként. 

## Galéria

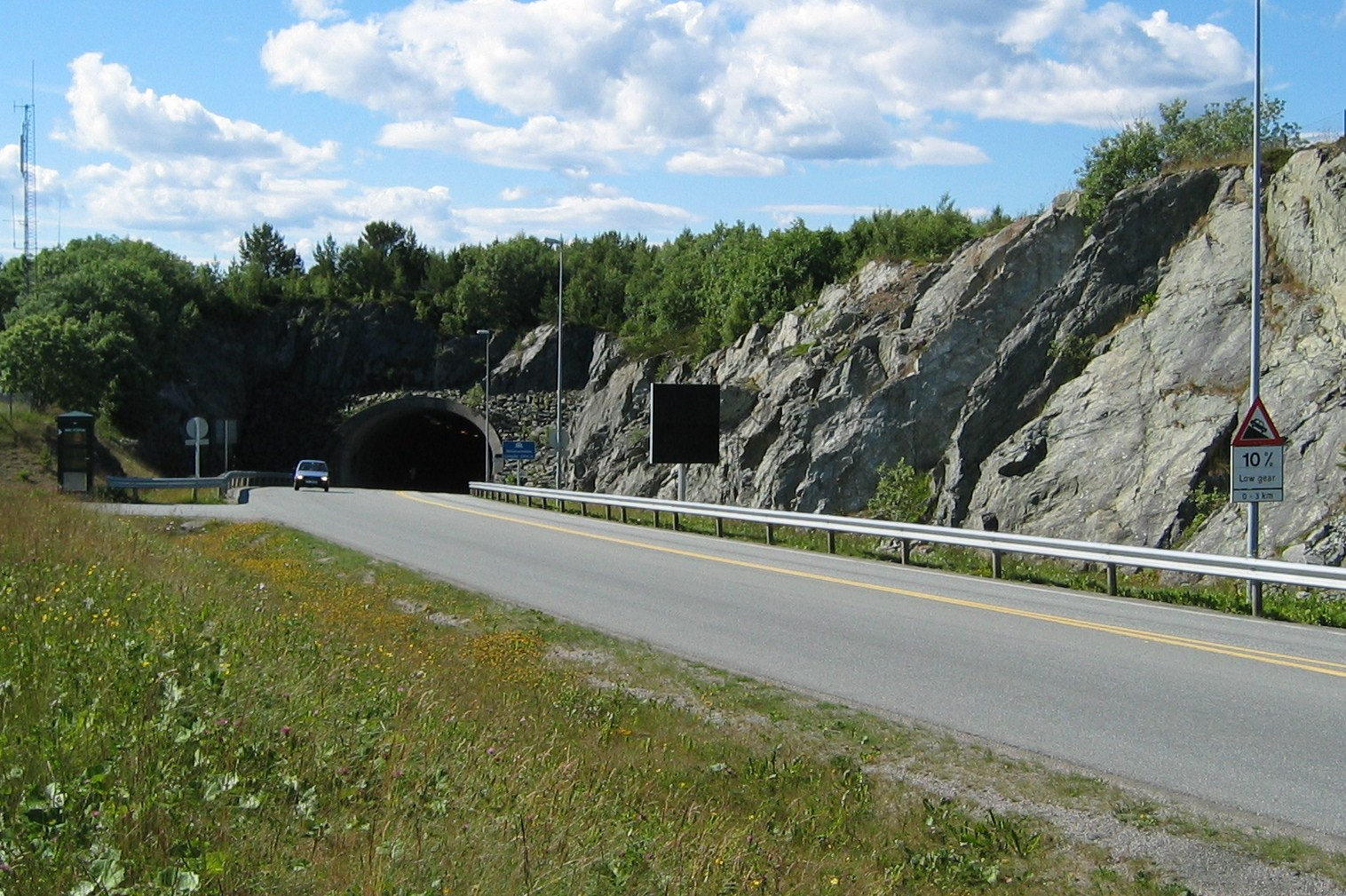
A Hitra-alagút nyugati bejárata
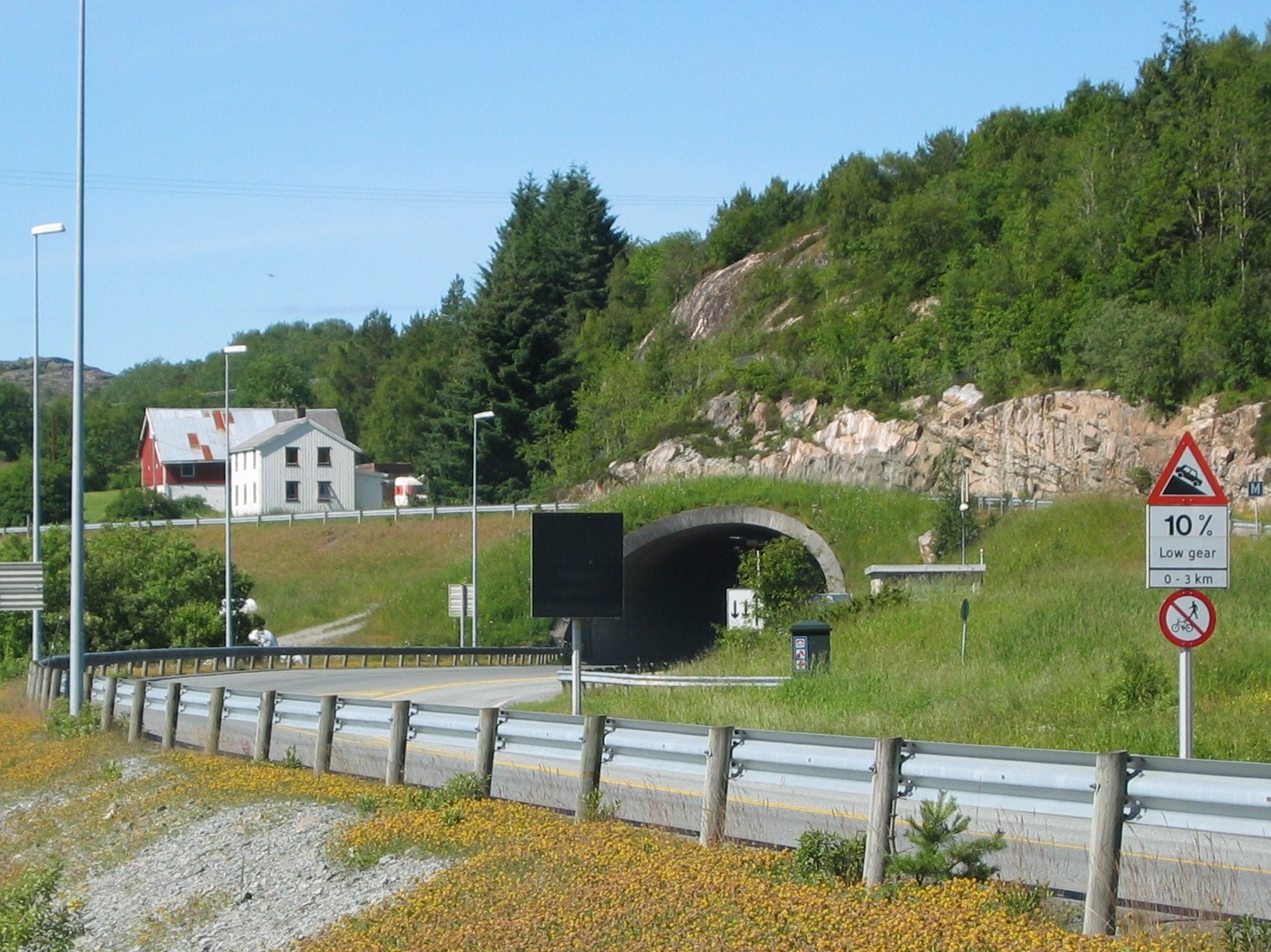
Az alagút keleti bejárata
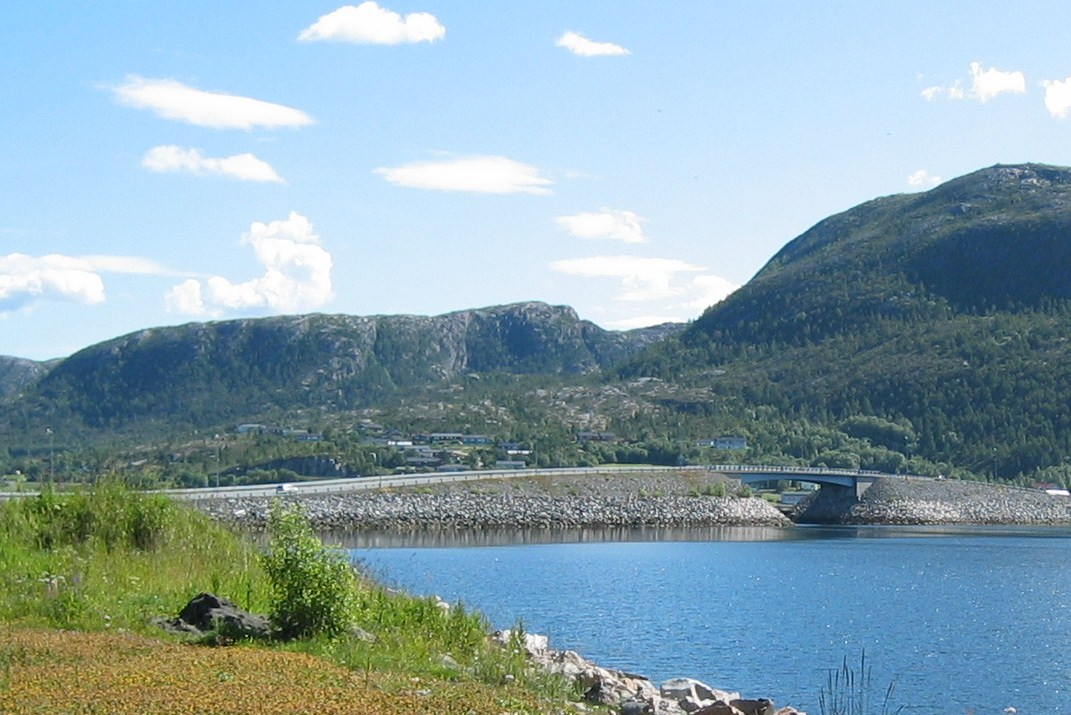
A Hemnskjelát és a szárazföldet összekötő híd

## Fordítás
Ez a szócikk részben vagy egészben  a   Hitra Tunnel című angol Wikipédia-szócikk ezen változatának fordításán alapul.  Az eredeti cikk szerkesztőit annak laptörténete sorolja fel. Ez a jelzés csupán a megfogalmazás eredetét és a szerzői jogokat jelzi, nem szolgál a cikkben szereplő információk forrásmegjelöléseként.